# وداع با اسلحه (فیلم ۱۹۵۷)
وداع با اسلحه (انگلیسی: A Farewell to Arms) فیلمی در ژانر جنگی و رمانتیک به کارگردانی چارلز ویدور و جان هیوستون است که بر اساس رمانی به همین نام نوشته ارنست همینگوی ساخته شده و در سال ۱۹۵۷ منتشر شد.

## بازیگران
- راک هادسن
- جنیفر جونز
- ویتوریو دسیکا
- اسکار هومولکا
- مرسدس مک‌کمبریج
- الین استریچ
- فرانکو اینترلنگی
- لئوپولدو تریئسته
- آلبرتو سوردی
- باد اسپنسر
- کرت کاشنر
- ایوا کاتهاوس
- تیبریو میتری